# Hyllus giganteus
Hyllus giganteus là một loài nhện trong họ Salticidae.
Loài này thuộc chi Hyllus. Hyllus giganteus được Carl Ludwig Koch miêu tả năm 1846.

## Hình ảnh